# Арабский социалистический союз (Сирия)
Арабский социалистический союз Сирии (араб. حزب الاتحاد الاشتراكي العربي في سورية‎, Hizb Al-Ittihad Al-Ishtiraki Al-'Arabi fi Suriyah; сокр. АСУ) — официально зарегистрированная политическая партия в Сирийской Арабской Республике. Образована в 1973 году после раскола в партии Арабский социалистический союз. Лидер партии — Сафван аль-Кудси.
Является одной из десяти партий, входящих в Национальный прогрессивный фронт (НПФ) — парламентскую фракцию, куда помимо БААС входят и другие партии, формально поддерживающие социализм и арабский национализм. На последних парламентских выборах, проходивших в 2012 году, АСУ получила два места в Народном совете Сирии.